# Catlyn Coninckx
Catlyn Coninckx uit Wommersom was een slachtoffer van de heksenvervolging in Europa. Zij was een van de ongelukkigen die door de van hekserij beschuldigde Catlyn Fiermoing tijdens haar ondervraging werden aangeduid als medeplichtigen. Catlyn Coninckx werd na deze aantijgingen onmiddellijk opgepakt maar ontkende. Het bestuur van Wommersom, waar Catlyn woonde, kreeg van de Raad van Brabant toestemming tot 'scherpere examinatie zonder extreme middelen van tortuur te gebruiken'. Catlyn Coninckx werd 'slechts gegeseld' (28 juli 1627), wat volstond om haar tot bekentenissen te doen overgaan. Datzelfde jaar nog werd zij als heks veroordeeld en (hoogstwaarschijnlijk) in Wommersom-Walsbergen verbrand.

## Verklikking onder dwang
Catlyn Fiermoing, de dorpsgenote van Catlyn Coninckx die na zware folteringen had toegegeven dat zij een 'toveres' was, had herhaaldelijk te kennen gegeven dat ze op was en wilde sterven. Het was gebruikelijk dat de veroordeelde voor de executie nogmaals werd gemarteld om zo nog enkele namen van medeplichtigen aan de weet te komen. Om aan nieuwe foltering te ontsnappen gaf Catlyn Fiermong drie willekeurige namen op van zogenaamd mede-toveressen: Catlyn Coninckx (echtgenote van Jan Camerlincx), haar grootmoeder Marie (echtgenote van Carel Medaerts) en Anna van Ranst (weduwe Van Loon). Toen haar doodvonnis op 7 juni 1627 werd voorgelezen, trok Catlyn Fiermong de beschuldigingen tegen Marie in. Ze verklaarde deze aantijgingen gedaan te hebben onder invloed van Bartholomeus Van Essche, maar bij de laatste ondervraging, vlak vóór haar executie op 8 juni 1627 te Wommersom, verklaarde ze toch weer dat alle drie schuldig waren.

## Foltering
Het bestuur van Wommersom had zich juridisch goed ingedekt. Het had, met het oog op het folterverhoor van Catlyn Coninckx, advies gevraagd en gekregen van de Raad van Brabant. Het advies - het kostte de gemeente 30 gulden en 10 stuivers - luidde dat men moest overgaan tot 'scherpere examinatie zonder extreme middelen van tortuur te gebruiken'. Catlyn Coninckx werd derhalve op 28 juli 1627 gegeseld in aanwezigheid van de schepenen Van Essche (dezelfde Bartholomeus Van Essche waar Catlyn Fiermoing het over had?), Van Roy, Vuyttenbroeck, De Munck en Van Hove.

## Bekentenissen
De geseling volstond om Catlyn Coninckx te laten bekennen. Ze gaf toe dat ze reeds veertien of vijftien jaar een toveres was en kwam met een gedetailleerd verhaal.
Zij was door de duivel verleid toen zij met haar grote liefde, Jan Claes, niet kon trouwen wegens de ziekte van haar vader. Jan Claes, het wachten beu, huwde een ander meisje en dat maakte Catlyn erg verdrietig. Zekere nacht, toen ze lag te slapen, werd ze wakker gefloten door een jongeman die naast haar bed stond. Zij was erg verbaasd en prevelde 'Jezus' terwijl ze een kruis maakte en de jongeling verdween meteen.
Een maand later, toen ze bij de koeien was in het Blankaertshoff, stond dezelfde jongeman, in het zwart gekleed en zonder baard, weer bij haar. Ze praatten wat, wandelden samen naar het Kerschotshoff en beloofden elkaar te trouwen. De jongeling 'kretste' op haar voorhoofd, waarna ze samen 'boeleerden'. Toen hij even later plotseling verdween wist ze dat hij de duivel was.
Catlyn was, naar eigen zeggen, 's nachts dikwijls gaan dansen op de genoemde plaatsen, en ook 'op de Hoochstraete op ten Steenberch'. (Dit verhaal is identiek aan wat Catlyn Fiermoing twee maanden vroeger had verteld: men mag derhalve veronderstellen dat het door de ondervragers werd gesuggereerd en opgedrongen. Nog meer feiten die Catlyn Coninckx bekende, klonken als een herhaling van wat het vorige slachtoffer had opgedist, b.v. over haar daden als toverheks.)
Ze had twee paarden van haar moeder gedood, een zwart paard door een bal die ze van de duivel had gekregen, in het gras te gooien; een rood paard, dat 'Statenbourch' heette, had ze met een duivelsappel vergiftigd.
In de stal van Synken Lamens had ze twee koeien laten sterven door hen een schijf te voeren van een raap die de duivel haar had gegeven.
Bij Adriaen De Munck had ze wel zes paarden laten sterven. Drie paarden had ze gedood met zwart zaad dat ze rond de bornput had gestrooid. Drie andere paarden had ze in naam van de duivel met een roe geslagen terwijl ze voor een wagen gespannen waren.

## Nogmaals verklikking onder dwang
Net als Catlyn Fiermoing wees Catlyn Coninckx als medeheksen aan: Maria, de vrouw van Carel Medaerts, en Anna, de weduwe van Godtgaff Van Loon. De andere heksen kende ze niet 'omdat ze vermomd waren' (nog iets wat Catlyn Fiermoing tijdens het folterverhoor woordelijk zei). Tijdens de confrontatie met Maria, echtgenote Medaerts, bleef Catlyn Coninckx bij haar verklaring en bevestigde ze onder eed dat ze 'samen ten dans waren geweest'.
Hoewel verdere informatie ontbreekt kan geredelijk worden aangenomen dat, net als Catlyn Fiermong, Catlyn Coninckx in Wommersom-Walsbergen werd terechtgesteld en dat ze omkwam in het vuur.